# Мауріціо Стекка
Мауріціо Стекка (італ. Maurizio Stecca; нар. 9 березня 1963, Сантарканджело-ді-Романья, Італія) — італійський професійний боксер, олімпійський чемпіон 1984 року. Чемпіон світу в напівлегкій ваговій категорії за версією WBO (1989, 1991—1992), чемпіон Європи за версією EBU (1992—1993, 1993).

## Аматорська кар'єра
На Кубку світу 1983 переміг Сун Кіл Мун (Південна Корея), Юрія Александрова (СРСР) та Тірапорн Саенгано (Таїланд) і став переможцем.
Олімпійські ігри 1984 
- 1/16 фіналу. Переміг Філіпа Саткліффа (Ірландія) — 5-0
- 1/8 фіналу. Переміг Стара Зулу (Замбія) — 5-0
- 1/4 фіналу. Переміг Робінсона Піталуа (Колумбія) — 5-0
- 1/2 фіналу. Переміг Педро Неласко (Домініканська Республіка) — 5-0
- Фінал. Переміг Ектора Лопеса (Мексика) — 4-1

## Професіональна кар'єра
Після Олімпіади розпочав професійну кар'єру. Маючи рекорд 34 перемоги, 28 січня 1989 року вийшов на бій за інагураційний титул WBO у напівлегкій вазі проти знайомого по Олімпіаді суперника Педро Неласко (Домініканська Республіка) і здобув дострокову перемогу у шостому раунді. Провівши один вдалий захист титулу, 11 листопада 1989 року втратив його, програвши Луї Еспіносі (США).
26 січня 1991 року завоював вдруге вакантний титул чемпіона WBO у напівлегкій вазі, нокаутувавши Армандо Хуан Рейеса (Домініканська Республіка). Здобувши три перемоги, дві з яких були захистами титулу, 16 травня 1992 року програв британцу Коліну Макміллану.
Його останні чотири титульні бої пройшли у Франції за титул чемпіона Європи за версією EBU. Він переміг Фабріса Бенішу за очками 18 грудня 1992 року, програв Ерве Жакобу технічним нокаутом у 1993 році, достроково виграв матч-реванш, повернувши титул, а потім програв Стефану Хаккуну.